# Chandil
Chandil é uma vila no distrito de Pashchimi Singhbhum, no estado indiano de Jharkhand.

## Geografia
Chandil está localizada a 22° 58′ N, 86° 03′ L. Tem uma altitude média de 246 metros (807 pés).

## Demografia
Segundo o censo de 2001, Chandil tinha uma população de 4341 habitantes. Os indivíduos do sexo masculino constituem 52% da população e os do sexo feminino 48%. Chandil tem uma taxa de literacia de 63%, superior à média nacional de 59,5%; a literacia no sexo masculino é de 71% e no sexo feminino é de 53%. 14% da população está abaixo dos 6 anos de idade.